# Hakirchen
Hakirchen ist ein Gemeindeteil der Gemeinde Laberweinting im niederbayerischen Landkreis Straubing-Bogen.

## Lage
Die Einöde Hakirchen liegt sieben Kilometer südlich von Laberweinting am Flüsschen Asbach, sieben Kilometer östlich von Mallersdorf und sieben Kilometer nordöstlich von Bayerbach. Hakirchen besteht aus zwei Höfen.

## Geschichte
Die erste schriftliche Erwähnung von Hakirchen findet sich im Visitationsprotokoll von Regensburg aus dem Jahre 1526.
Der Ort wird damals Khirchaschpach genannt. In der Topografie von Philipp Apian aus dem Jahre 1563 auf Seite 211 wird der Ort als Kirchasch erwähnt. Der Name verweist auf einen Kirchort. Tatsächlich stand hier bis zum Jahr 1873 die Kirche St. Johannes d. Täufer. Wegen Baufälligkeit wurde im gleichen Jahr eine neue Kirche in der Ortsmitte von Asbach errichtet.
Am 10. September 1845 stellten die Ortschaften Asbach mit Hakirchen, Eckenthal und Leitersdorf im königlichen Landgericht Mallersdorf den Antrag auf Bildung einer selbständigen Gemeinde. (H St AM MI nu 54 262)
Bis 1970 gehörte Hakirchen zur Gemeinde Asbach. 1970 schloss sich die Gemeinde Asbach freiwillig der Gemeinde Hofkirchen an.
Bis zur Gebietsreform war Asbach ein Gemeindeteil der damals selbstständigen Gemeinde Hofkirchen im Jahr 1972 aufgelösten Landkreis Mallersdorf.
Der letzte Bürgermeister von Asbach war Alfons Stadler, Leitersdorf. († 7. November 1989).